# Valeria Emiliani
Valeria Emiliani, (Bogotá, 4 de febrero de 1994) es una actriz y cantante Colombiana ,reconocida por participar en las producciones de Caracol Televisión de Los Morales con el papel de «Mapi» y en La Cacica con el papel de Consuelo Araújo en su etapa de joven. Su último papel actoral fue como Samantha en la exitosa serie Palpito, de la plataforma Netflix.

## Biografía
Nació en Bogotá pero se fue a vivir a Sincelejo, desde muy temprana edad. Formó parte del grupo musical uruguayo Rombai, al cual entró por medio de un proceso de casting.
En 2017 grabó su primera película El Padre: la venganza tiene un precio con la productora canadiense Darius Films, al lado de actores de primera como Tim Roth, Luis Guzmán y Nick Nolte. En 2019 fichó como elenco principal por la serie de Netflix Siempre bruja, donde interpreta a Mayte.

## Filmografía

### Televisión
| Año       | Título                               | Personaje                       | Canal              |
| --------- | ------------------------------------ | ------------------------------- | ------------------ |
| 2024-2025 | Escupiré sobre sus tumbas            | Alfonsina Hurtado Iguarán       | Caracol Televisión |
| 2022-2023 | Pálpito                              | Samantha                        | Netflix            |
| 2021-2023 | Emma Reyes: La huella de la infancia | Emma Reyes                      | Señal Colombia     |
| 2019-2020 | Siempre bruja                        | Mayte                           | Netflix            |
| 2017      | La Cacica                            | Consuelo Araújo Noguera (joven) | Caracol Televisión |
| 2017      | Los Morales                          | María del Pilar "Mapi" Acero    | Caracol Televisión |
| 2016      | La viuda negra                       | Antonella                       | UniMás             |
| 2015      | La esquina del diablo                | Chavelita                       | UniMás             |
| 2014      | El Chivo                             | Auxiliadora                     | UniMás             |

### Cine
| Año  | Título                                | Personaje | Nota               |
| ---- | ------------------------------------- | --------- | ------------------ |
| 2017 | El Padre: la venganza tiene un precio | Lena      | Dir Jonathan Sobol |

### Teatro
| Año  | Título                                | Nota               |
| ---- | ------------------------------------- | ------------------ |
| 2016 | La bella durmiente moderna            | Teatro ABC         |
| 2015 | Rapunzel y su mundo mágico            | Teatro Santafé     |
| 2014 | Skill                                 | Show Musical Claro |
| 2014 | Dorothy y el anillo de la imaginación | Pedro Cano         |